# Brandau Rocks
Die Brandau Rocks sind eine Felsformation im ostantarktischen Viktorialand. Sie ragen 800 m westlich des Carapace-Nunatak auf.
Eine Mannschaft, die 1964 im Rahmen des New Zealand Antarctic Research Program eine Erkundungsreise zu den Allan Hills unternahm, nahm die Benennung vor. Namensgeber ist Lieutenant Commander James F. Brandau (* 1934) von der United States Navy, Hubschrauberpilot der Flugstaffel VX-6 in den Jahren 1964 und 1965, der ein verletztes Mannschaftsmitglied aus diesem Gebiet evakuierte.